# 무누피아주

무누피아주의 위치

무누피아주(영어: Monufia Governorate, 아랍어: المنوفية)는 이집트 북부 나일강 변에 있는 주로, 주도는 시빈엘콤이다. 이집트의 대통령 안와르 사다트와 호스니 무바라크의 고향으로 알려져 있다.